# Alona Andruk
Alona Anatoliivna Andruk (en ukrainien: Альона Анатоліївна Андрук), née le 11 juin 1987 à Kiev, est une coureuse cycliste ukrainienne.

## Palmarès sur route
- 2004
  - 4e du championnat du monde sur route juniors
- 2008
  - Pélussin
  - 3e du GP de Santa Ana
- 2010
  - 1re étape du Trophée d'or féminin
  - 3e du Grand Prix Comune di Cornaredo
- 2011
  - 4e étape du Tour de Nouvelle-Zélande féminin
  - 2e du GP Liberazione
  - 3e du GP Città di Cornaredo
  - 3e du Grand Prix Comune di Cornaredo
- 2012
  -  Championne d'Ukraine sur route
  - 1re étape du Tour de Free State
  - 3e du Grand Prix cycliste de Gatineau
  - 3e du Grand Prix international de Dottignies